# Manuale d'amore 2 - Capitoli successivi
Manuale d'amore 2 - Capitoli successivi (Nederlands: Liefdeshandleiding 2 - Volgende hoofdstukken) is een Italiaanse film uit 2007 geregisseerd door Giovanni Veronesi. De hoofdrollen worden vertolkt door Carlo Verdone en Monica Bellucci. De film is een vervolg op Manuale d'amore uit 2005.

## Verhaal
De film bestaat uit vier verhalen:
- Eros: Giulio heeft een auto-ongeluk gehad en moet in een rolstoel rijden. Zijn kinesist is de knappe Lucia. Ondanks dat ze allebei al een lief hebben vrijen ze met elkaar. Daarna krijgt Giulio een andere kinesist: een mollige vrouw. Giulio denkt dat hij gestraft werd voor zijn ontrouw.
- Maternità (moederschap): Franco en Manuela kunnen geen kinderen krijgen en dus gaan ze naar Barcelona voor een kunstmatige inseminatie. Ondanks de moeilijke periode slagen ze erin een dochter te verwekken.
- Il matrimonio (het huwelijk): Fosco en Filippo zijn een homokoppel. Fosco's vader heeft de situatie nooit aanvaard. Filippo wil trouwen met Fosco in Spanje. Fosco heeft het er moeilijk mee maar ondanks alles trouwen ze toch.
- L'amore estremo (extreme liefde): De vijftigjarige Ernesto wordt verliefd op de jonge Spaanse meid Cecilia. Zij was naar Rome gekomen om op zoek te gaan naar haar vader die ze nooit gekend heeft. De vrouw van Ernesto ontdekt de geheime relatie maar vergeeft hem. Hij wordt kwaad en gaat weg van huis. In een discotheek krijgt hij plots een hartinfarct. Cecilia besluit om terug naar Spanje te gaan en hij keert terug naar zijn familie.

## Rolverdeling
- Carlo Verdone - Ernesto
- Monica Bellucci - Lucia
- Riccardo Scamarcio - Nicola
- Fabio Volo - Franco
- Sergio Rubini - Fosco
- Antonio Albanese - Filippo
- Claudio Bisio - DJ Fulvio
- Barbora Bobulova - Manuela
- Elsa Pataky - Cecilia
- Eugenia Constantini - Maura

## Trivia
- Carlo Verdone en Sergio Rubini zijn de enigen die ook in de vorige film verschenen, maar spelen in deze film een andere rol.